# Silverio de Santa Teresa
Silverio de Santa Teresa é o nome religioso de Julián Gómez Fernández, um carmelita descalço que nasceu na província de Burgos, Espanha, em 8 de março de 1878 e morreu em 11 de março de 1954 em Mazatlán, México. Ele foi um historiador geral, editor das obras dos santos carmelitas e superior geral da ordem. Uma de suas maiores contribuições aos estudos carmelitas foi uma edição anotada das obras de Teresa de Ávila e João da Cruz.